# ارکستر فیلارمونیک کرمانشاه
ارکستر فیلارمونیک کرمانشاه (به انگلیسی:Kermanshah Philharmonic Orchestra) ارکستری در کرمانشاه مرکز استان کرمانشاه است که به رهبری عارف روستایی از بهار ۱۳۹۶ به فعالیت می‌پردازد.

## تاریخچه
ارکستر فیلارمونیک کرمانشاه در بهار ۱۳۹۶ تشکیل و راه‌اندازی شد. گروه نوازندگان به رهبری عارف روستایی در طول بهار، تابستان و پاییز ۱۳۹۶ به تمرین پرداخت. با وقوع زمین‌لرزهٔ ۲۱ آبان ۱۳۹۶ در استان کرمانشاه، اعضای ارکستر نخستین اجرای رسمی خود را به نفع زلزله‌زدگان کرمانشاهی برگزار کردند.
به گفتهٔ عارف روستایی رهبر ارکستر فیلارمونیک کرمانشاه، این ارکستر از نظر فنی دو هدف اجرای موسیقی جهانی و نیز توجه به بافت موسیقی منطقهٔ کرمانشاه را دنبال می‌کند.
رهبر ارکستر فیلارمونیک کرمانشاه نداشتن حداقل امکانات نظیر مکانی برای تمرین و سازهای مناسب را از جمله مشکلات این ارکستر اعلام کرده‌است. علی‌رغم اینکه نوازندهٔ کنترباس در ارکستر وجود دارد، اما ارکستر این ساز را در اختیار ندارد.

## ساختار گروه
ساختار ارکستر فیلارمونیک از ده ویلن اول، پانزده ویلن دوم، دو آلتو، سه ویلنسل، دو فلوت، یک پیانو، و چند ساز کوبه‌ای به همراه سازهای کردی تشکیل شده‌است. ارکستر برنامه دارد که یک گروه کرال سی نفره هم به این جمع اضافه کند. در حال حاضر مایستر (ویلن اول) ارکستر را پارسا قربانی بر عهده دارد.
اعضای گروه نوازندگان ارکستر از زمان تأسیس تاکنون به شرح زیر بوده‌اند:
تنبا: مهدی جانفروززاده/ ویولن: پارسا قربانی، مهساکرمجانی، ساراکلوند، امیرحسین رفیعی‌زاده، شیدا محمدحسینی، یونس حسنی، کیانارستمی، نیکتا صالحی، کیمیا مرادی، سارا نقی‌پور، مارال فرامرزی، فریبرز علیپور، شیدا نیاپرست، حسین امیری، حسین اعتمادی، روژین پروال، آرمان پوریازاده، نیلوفر جواهری، مریم کاویانی، درسا خسروی، روژین فاطوری، سپیده قربانی، آرمان ستاری/ ویولا: محمد مهدیون، ادریس عزیزی، بهار مرادی، نازنین قادری/ فلوت: محنا همراز، فاطمه ایرانپور/ ویولنسل: عاطفه هلشی، مریم اکبری، امیررضا پرواره، پگاه کریم‌پور/ تار: یونس جباریان/ سنتور: امین امینی، امیرجباریان، علی عزیزی/ گروه کر: بیتا بنیادی، آزیتا نصراله‌پور، نیوشا شفیعی، طناز اسکندری، ماریااحمدی، ماندانا آمون، فرحناز عندلیب، رویا فضلی، نسرین حسینی، مهسا آقایی، فاطمه ملکی، سمیه کرمانی، امیر هلشی، علی رهایی‌منش، امیر میرزایی، حمید سنجابی، نیکزاد آزادی، پدرام سیف‌پور، همزه ملکی، رضادرفشی، سام رستگار.
از جمله همکاران ارکستر فیلارمونیک کرمانشاه، می‌توان به سعید شیرازی، علی عزیزی و عبدالرضا آزادمنش اشاره کرد.

## اجراها
نخستین اجرای رسمی ارکستر فیلارمونیک کرمانشاه در روز ۲ دی ۱۳۹۶ با همکاری حوزه هنری، ادارهٔ کل فرهنگ و ارشاد اسلامی کرمانشاه، و مؤسسهٔ فرهنگی و هنری کوثر به مدت یک شب در سینما آزادی انجام شد که تمام عواید آن به زلزله‌زدگان استان کرمانشاه تقدیم شد. ارکستر در این اجرا، نخست قطعاتی از ولفگانگ آمادئوس موتسارت را نواخته و سپس کار خود را با اجرای قطعاتی از موسیقی کردی و ایرانی به انجام رساند.